# Tatiana Muñoz Rúa
Tatiana Munoz Rua, destacada deportista colombiana de la especialidad de Canotaje que fue campeona suramericana en Medellín 2010 y campeona de Centroamérica y del Caribe en Mayagüez 2010.

## Trayectoria
La trayectoria deportiva de Tatiana Munoz Rua se identifica por su participación en los siguientes eventos nacionales e internacionales:

### Juegos Suramericanos
Fue reconocido su triunfo de ser la deportista con el mayor número de medallas de la selección de  Colombia en los juegos de Medellín 2010.

#### Juegos Suramericanos de Medellín 2010
Su desempeño en la novena edición de los juegos, se identificó por ser la primera deportista con el mayor número de medallas entre todos los participantes del evento, con un total de 8 medallas:

- , Medalla de oro: Canoe/Kayak Flatwater Racing Kayak Double (K-2) 500 m Women
- , Medalla de plata: Canotaje/Kayak Kayak Individual (K-1) 1000 m Mujeres
- , Medalla de plata: Canotaje/Kayak Kayak Individual (K-1) 200 m Mujeres
- , Medalla de plata: Canotaje/Kayak Kayak Individual (K-1) 500 m Mujeres
- , Medalla de plata: Canotaje/Kayak Kayak Doble (K-2) 1000 m Mujeres
- , Medalla de plata: Canotaje/Kayak Kayak Cuatro (K-4) 1000 m Mujeres
- , Medalla de bronce: Canotaje/Kayak Kayak Doble (K-2) 200 m Mujeres
- , Medalla de bronce: Canotaje/Kayak Kayak Cuatro (K-4) 200 m Mujeres

### Juegos Centroamericanos y del Caribe
Fue reconocido su triunfo de ser la primera piragüista con el mayor número de medallas de la selección de  Colombia 
en los juegos de Mayagüez 2010.

#### Juegos Centroamericanos y del Caribe de Mayagüez 2010
Su desempeño en la vigésima primera edición de los juegos, se identificó por ser la primera piragüista con el mayor número de medallas entre todos los participantes del evento, con un total de 4 medallas:

- , Medalla de oro: K1 500 m
- , Medalla de plata: K1 200 m
- , Medalla de plata: K2 500 m
- , Medalla de plata: K4 500 m